# Костреш
Костреш је насељено мјесто у општини Дервента, Република Српска, БиХ. Према попису становништва из 2013. у насељу је живјело 280 становника.

## Становништво
Према попису становништва из 1991. године, мјесто је имало 403 становника.
| Демографија | Демографија | Демографија |
| Година      | Становника  | Становника  |
| ----------- | ----------- | ----------- |
| 1948.       | 1.940       |             |
| 1953.       | 0           |             |
| 1961.       | 491         |             |
| 1971.       | 473         |             |
| 1981.       | 423         |             |
| 1991.       | 403         |             |
| 2013.       | 280         |             |